# Kristiansund BK
Kristiansund Ballklubb – norweski klub piłkarski, grający w Eliteserien, mający siedzibę w mieście Kristiansund.

## Stadion
Domowe mecze klub rozgrywa na stadionie o nazwie Kristiansund Stadion w Kristiansund, który może pomieścić 4444 widzów

## Obecny skład
Stan na 22 września 2019
| Nr | Poz. | Piłkarz                      |
| -- | ---- | ---------------------------- |
| 1  | BR   | Sean McDermott               |
| 3  | OB   | Christoffer Aasbak           |
| 4  | OB   | Christophe Psyché            |
| 5  | OB   | Dan Peter Ulvestad (kapitan) |
| 6  | OB   | Andreas Hopmark              |
| 7  | NA   | Torgil Øwre Gjertsen         |
| 8  | PO   | Olav Øby                     |
| 9  | NA   | Amahl Pellegrino             |
| 10 | PO   | Liridon Kalludra             |
| 11 | NA   | Flamur Kastrati              |
| 13 | NA   | Bendik Bye                   |

| Nr | Poz. | Piłkarz           |
| -- | ---- | ----------------- |
| 14 | NA   | Jesper Isaksen    |
| 15 | OB   | Erlend Sivertsen  |
| 16 | PO   | Meinhard Olsen    |
| 19 | OB   | Aliou Coly        |
| 21 | PO   | Amidou Diop       |
| 22 | PO   | Bent Sørmo        |
| 23 | OB   | Pål Erik Ulvestad |
| 24 | PO   | Sondre Sørli      |
| 25 | OB   | Henrik Gjesdal    |
| 30 | BR   | Serigne Mor Mbaye |